# 劉侃 (嘉靖進士)
劉侃（？—？），字正言，號均河，湖廣承天府京山縣人，軍籍，明朝政治人物。

## 生平
嘉靖三十一年（1552年）壬子科湖廣鄉試第二十二名舉人。嘉靖三十二年（1553年）中式癸丑科會試第二百八十五名，二甲第六十名進士。工部观政，授户部主事，起复补本部，升员外、郎中，历任成都府知府。隆庆元年（1567年）四月升陕西按察司副使，四年四月升四川右参政，六年五月升贵州按察使，万历元年典贵州乡试，七月升福建右布政使，三年三月改本省左布政，六年八月被弹劾致仕。

## 家族
曾祖劉子亮；祖父劉淮；父劉彥福。母田氏。兄刘保、刘伸（生员）、弟刘任。子希皋、希夔。孫劉蘭，萬曆戊戌進士。